# 第七代哈伍德伯爵喬治·拉塞爾斯
喬治·拉塞爾斯（英語：George Lascelles, 7th Earl of Harewood，1923年2月7日—2011年7月11日），第七代哈伍德伯爵，第六代哈伍德伯爵亨利·拉塞爾斯與英國瑪麗長公主的長子，英王喬治五世的外孫，也是伊丽莎白二世的表哥。

## 家庭
1949年，喬治·拉塞爾斯與奧地利人瑪莉詠·斯坦恩結婚，兩人共有三個兒子：
1. 大衛·拉塞爾斯（英语：David Lascelles, 8th Earl of Harewood）（1950年出生），第八代哈伍德伯爵
2. 詹姆斯·拉塞爾斯（英语：James Lascelles）（1953年出生）
3. 傑瑞米·拉塞爾斯（英语：Jeremy Lascelles）（1955年出生）